# Juan de Acosta
Juan de Acosta – miasto w Kolumbii, w departamencie Atlántico.